# Lijst van rijksmonumenten in Ohé en Laak
De plaats Ohé en Laak telt 12 inschrijvingen in het rijksmonumentenregister. Hieronder een overzicht.
| Object                                                                                 | Oorspronkelijke functie?  | Bouwjaar                       | Architect | Locatie                           | Coördinaten?                 | Nr.?   | Afbeelding        |
| -------------------------------------------------------------------------------------- | ------------------------- | ------------------------------ | --------- | --------------------------------- | ---------------------------- | ------ | ----------------- |
| Boerderij van het hoftype                                                              | Boerderij                 | 1788 (boerderij) 1780 (schuur) |           | Prior Gielenstraat 1              | 51° 6' 36" NB, 5° 50' 45" OL | 31252  | Meer afbeeldingen |
| Het Witte Huis                                                                         | Boerderij                 | 18e eeuw                       |           | Sint Annastraat 2                 | 51° 7' 17" NB, 5° 49' 42" OL | 31253  | Het Witte Huis    |
| Huis Hasselholt                                                                        | Kasteel, buitenplaats     | 1548 (gevelsteen)              |           | Burgemeester Minkenberglaan 9     | 51° 6' 35" NB, 5° 50' 8" OL  | 509886 | Meer afbeeldingen |
| Vakwerkhuis, baksteen, aan de noordoostgevel met vakwerk ingevuld met baksteenpatronen | Tuin, park en plantsoen   | 1629 (ankerjaartal)            |           | Burgemeester Minkenberglaan bij 9 | 51° 6' 35" NB, 5° 50' 7" OL  | 509888 | Meer afbeeldingen |
| Tuinaanleg                                                                             | Bijgebouwen kastelen enz. | 17e/19e eeuw                   |           | Burgemeester Minkenberglaan bij 9 | 51° 6' 35" NB, 5° 50' 8" OL  | 509889 | Meer afbeeldingen |
| Schuur naast inrijhek                                                                  | Bijgebouwen kastelen enz. | 18e-19e eeuw                   |           | Burgemeester Minkenberglaan bij 9 | 51° 6' 37" NB, 5° 50' 7" OL  | 509890 | Meer afbeeldingen |
| Inrijhek                                                                               | Erfscheiding              |                                |           | Burgemeester Minkenberglaan bij 9 | 51° 6' 37" NB, 5° 50' 5" OL  | 509891 | Upload foto       |
| Tuinmuren                                                                              | Tuin, park en plantsoen   | 17e-19e eeuw                   |           | Burgemeester Minkenberglaan bij 9 | 51° 6' 35" NB, 5° 50' 8" OL  | 509892 | Meer afbeeldingen |
| Kruisbeeld, gietijzer                                                                  | Tuin, park en plantsoen   | 19e eeuw                       |           | Burgemeester Minkenberglaan bij 9 | 51° 6' 36" NB, 5° 50' 4" OL  | 509893 | Meer afbeeldingen |
| RK.Kerk O.L.Vr.Geboorte + 3 beelden                                                    | Kerk en kerkonderdeel     | 1865-1867                      |           | Kerkstraat bij 4                  | 51° 6' 46" NB, 5° 50' 3" OL  | 522190 | Meer afbeeldingen |
| Pastorie met Heilig Hartbeeld                                                          | Kerkelijke dienstwoning   | 1875                           |           | Kerkstraat 4                      | 51° 6' 45" NB, 5° 50' 2" OL  | 522191 | Meer afbeeldingen |
| Sint-Annakapel                                                                         | Kapel                     | 1896                           |           | Sint Annastraat 1                 | 51° 7' 20" NB, 5° 49' 46" OL | 522195 | Meer afbeeldingen |